# O kalyteros mou filos
O kalyteros mou filos é um filme de drama grego de 2001 dirigido e escrito por Yorgos Lanthimos e Lakis Lazopoulos.

## Elenco
- Lakis Lazopoulos – Konstadinos
- Antonis Kafetzopoulos – Alekos
- Vera Krouska – Dafni
- Smaragda Karydi – Andrea